# Абашова Марія Юріївна
Марія Юріївна Абашова — російська балерина українського походження, прима-балерина санкт-петербурзького Театру балету Бориса Ейфмана. Лауреатка премій «Золота маска» (2006), «Золотий софіт» (2007) та «Заслужений артист Росії» (2018).

## Біографія
Народалася Марія Абашова 6 вересня 1983 року у Львові.
У дитинстві була кволою, хворобливою дитиною. Через це її матері, висококласній програмістці, довелося кинути роботу і займатися лише дочкою, а вся родина жила на скромну зарплату батька, інженера-механіка. Серйозні проблеми з хребтом лікар рекомендував вирішувати гімнастикою, і Марія стала займатися художньою гімнастикою, у віці 9 років вона сконцентрувалася на заняттях хореографією. Згодом танцювала на сцені Львівського театру опери та балету. Потім навчалася в Балетній консерваторії Санкт-Пельтена (Австрія).
У 2002 році брала участь в Нью-Йорку в танцювальному конкурсі Youth America Grand Prix і виграла золоту медаль у старшій групі серед дівчат.
Після закінчення навчання в Санкт-Пельтені була прийнята в трупу Театру балету Бориса Ейфмана (Санкт-Петербург). У 2005 році отримала головну роль в балеті Ейфмана «Анна Кареніна». У 2006 році за виконання цієї партії була відзначена театральною премією «Золота маска».
У 2018 році отримала звання «Заслужений артист Росії».

## Особисте життя
Одружена з підприємцем Олегом Калугіним, мають двох дітей.

## Репертуар
- Доктор, Дульсінея, Кітрі — «Дон Кіхот, або Фантазії безумця»
- Православна — «Мій Єрусалим»
- Імператриця — «Російський Гамлет»
- Ельвіра, Мадлен — «Дон Жуан, або Пристрасть по Мольєру»
- Лінн — «Хто є хто»
- Солістка — «Мусагет»
- Анна — «Анна Кареніна»
- Ніна Заречна, Аркадіна — «Чайка»
- Тетяна — «Онєгін»
- Каміла — «Роден»
- Грушенька — «По ту сторону гріха»
- Ніколь Воррен, Розмері Хойт — «Up & Down»
- Балерина — «Червона Жизель»
- Надія Філаретівна фон Мекк, Графиня — «Чайковський. Pro et Contra»

## Відзнаки
- 2002 — Золота медаль конкурсу Youth America Grand Prix (старша група, дівчата, класичний танець).

- 2005 — номінантка премії «Золотий софіт» (за роль Анни Кареніної в балеті «Анна Кареніна» Бориса Ейфмана).

- 2006 — премія «Золота маска» (за роль Анни Кареніної в балеті «Анна Кареніна» Бориса Ейфмана).

- 2007 — премія «Золотий софіт» (за роль Ніни Зарічної в балеті «Чайка» Бориса Ейфмана).

- 2017 — номінантка премії «Золотий софіт» (за роль Імператриці в балеті «Російський Гамлет» Бориса Ейфмана).